# Marc Argentari
Marc Argentari (en llatí Marcus Argentarius) va ser un poeta grec autor d'una trentena d'epigrames inclosos a l'Antologia grega, molts d'ells eròtics. Pel seu estil es pot deduir que probablement va viure al segle I aC.